# 柴田義朗
柴田 義朗（しばた よしろう、1961年（昭和36年）7月19日 - ）は、日本の政治家。岡山県玉野市長（1期）。

## 来歴
岡山県玉野市築港出身。岡山県立玉野高等学校を経て、中央大学法学部に入る。卒業後は岡山県庁に入り、中山間・地域振興、子ども未来各課長、福祉政策企画監、保健福祉部次長、公立大学法人岡山県立大学副理事長兼事務局長を歴任し、退職した。
2021年5月に10月に行われる玉野市長選挙に立候補することを表明、10月17日投票の玉野市長選挙に立候補し、元市議の候補を破って当選した。